# لسنوی (استان آمور)
لسنوی (به لاتین: Lesnoy) یک منطقهٔ مسکونی در روسیه است که در استان آمور واقع شده‌است.